# Rhynchozoon complanatum
Rhynchozoon complanatum is een mosdiertjessoort uit de familie van de Phidoloporidae. De wetenschappelijke naam van de soort is voor het eerst geldig gepubliceerd in 1913 door Maplestone.